# Großvogt
Großvogt war die Bezeichnung für einen Vogt, dem andere Vögte unterstanden. Ein im Niederdeutschen auch grotevoget oder grotevaget Titulierter war der Vertreter seines jeweiligen Landesherrn.
Das Großvogtamt des Fürstentums Lüneburg beispielsweise stellte eine der wichtigsten Positionen in der Zentralverwaltung dar und war in allen wichtigen Gremien vertreten, so in der Regierung der Statthalter und Räte, dem Kammerrat und dem Geheimen Rat. Daneben waren sie als Vögte der Großvogtei Celle auch zuständig für die Lokalverwaltung und führten die Aufsicht über die Hofverwaltung. Außerdem waren die Großvögte als Gesandte der Herzöge tätig und verbrachten auf Reisen an fremde Höfe oft mehrere Monate außerhalb des Landes.
In Schöningen im Braunschweiger Land hatte der Großvogt um die Wende zum 19. Jahrhundert das Amt des Richters über die Salzwerke inne. Ihm unterstand der Kleinvogt, er selbst aber dem Salzgrafen.

## Bekannte Großvögte (Auswahl)
- Conrad Wiedemeier  (1533–1598), Großvogt im Fürstentum Calenberg
- Georg von der Wense (1582–1641), Großvogt im Fürstentum Lüneburg